# GetJet Airlines
GetJet Airlines — литовская чартерная авиакомпания, специализирующаяся на выполнении чартерных рейсов для туроператоров в страны Балтии и лизинге и фрахтовании самолетов (ACMI), штаб-квартира которой находится в Вильнюсе. Самолеты GetJet Airlines также летают от имени международных авиакомпаний, включая LOT Polish Airlines, Finnair, TUIfly, Air Malta, Tunisair и других. В 2019 году компания обслужила 1,5 млн пассажиров.

## История
Управление гражданской авиации Литовской Республики (CAA) выдало GetJet Airlines сертификат воздушного оператора (AOC) в марте 2016 года. В мае того же года компания получила коммерческую лицензию ЕС, после чего GetJet начал предоставлять услуги по аренде самолетов. Первый рейс авиакомпании состоялся 25 мая 2016 года.
7 февраля 2018 года авиакомпания GetJet Airlines объявила об успешном прохождении аудита эксплуатационной безопасности (IOSA) Международной ассоциации воздушного транспорта (IATA).
В конце 2018 года компания приняла на себя чартерные рейсы Small Planet Airlines из аэропорта Вильнюса и начала оказывать услуги туроператорам в странах Балтии.
В сентябре 2019 года компания подписала соглашение с канадской компанией Sunwing Airlines и начала выполнять рейсы в Канаде.
В октябре 2019 года GetJet Airlines стала первым литовским авиаперевозчиком, который начал выполнять прямые трансатлантические рейсы в Северную Америку с самолетом, зарегистрированным в Литве. Он выполняет дальнемагистральные рейсы между Варшавой и Торонто от имени LOT Polish Airlines, используя единственный зарегистрированный в Прибалтике широкофюзеляжный самолёт Airbus A330-300.
В июне 2022 года авиакомпания получила первый свой самолёт Boeing 737-800 и сразу же начала выполнять чартерные рейсы с его использованием. 27 ноября GetJet Airlines Latvia получила свой единственный Airbus A320 и уже с 11 декабря начала выполнять чартерные рейсы из/в Вильнюс.

## Флот

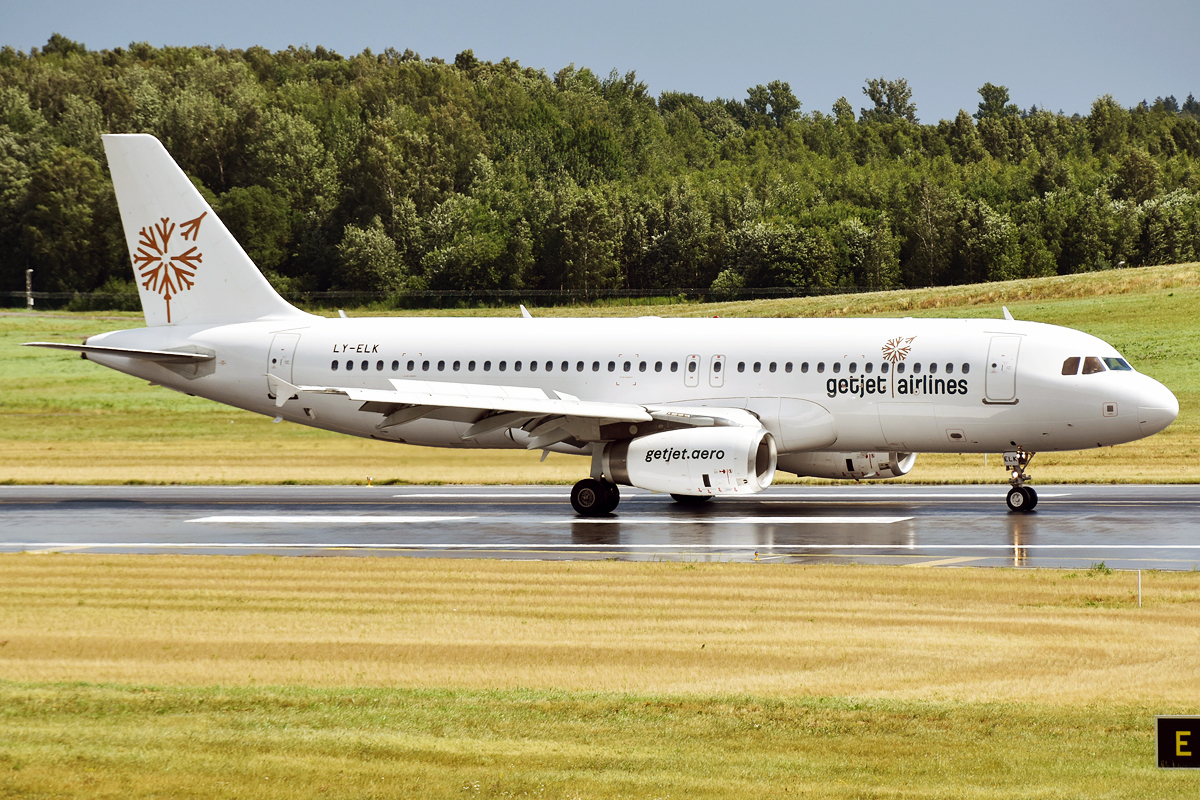
Airbus A320

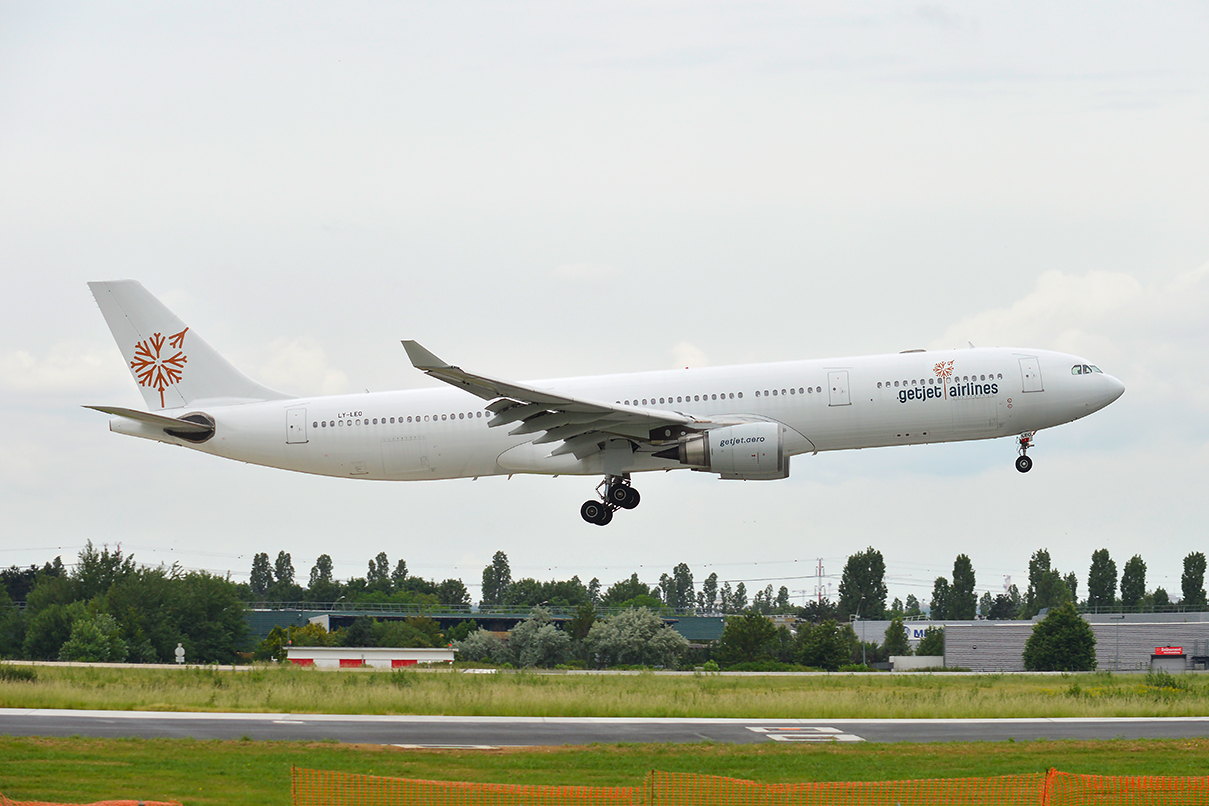
Airbus A330

По данным на июнь 2024 года флот авиакомпании состоит из 10самолётов:
| Тип самолёта    | Количество | Заказано | Места | Примечания |
| --------------- | ---------- | -------- | ----- | ---------- |
| Airbus A320-200 | 4          | 2        | 180   |            |
| Boeing 737-800  | 6          | 1        | 189   |            |
| Всего:          | 10         | 3        |       |            |